# Exochaenium teusczii
Exochaenium teusczii är en gentianaväxtart som beskrevs av Schinz. Exochaenium teusczii ingår i släktet Exochaenium och familjen gentianaväxter. Inga underarter finns listade i Catalogue of Life.